# Симон Островський
Симон Островський (англ. Simon Ostrovsky, рос. Симон Островский; нар. 2 лютого 1981, Москва, СРСР) — американський журналіст, режисер, продюсер родом з Радянського Союзу. Відомий своїми розслідуваннями і доказом участі російської армії у війні на сході України.

## Ранні роки
Народився 1981 року в Москві. У півторарічному віці Симона родина емігрувала до США. Закінчив середню школу в місті Енн-Арбор, штат Мічиган. На власну думку Симона, освіта в ліберальній школі університетського кампусу справила визначальний вплив на його погляди, зробивши базовими такі цінності, як свобода слова, неупереджений суд, справедливість, недоторканність власності і особистості, повага до прав меншості.
У віці 17 років повернувся з матір'ю в Росію, вступив на факультет журналістики СПбДУ, але перестав відвідувати заняття і був відрахований. Одночасно Островський почав працювати у місцевій пресі. У вересні 2001 року перебрався до Москви, де став співробітником газети The Moscow Times.

## Кар'єра

### Трудові табори
В 2009 році Островський був продюсером документальної передачі для Бі-бі-сі про Північнокорейські трудові табори в Росії. Він вдруге відвідав ці табори для Vice News в 2011 році та допомагав випуску передач про втікачів з Північної Кореї.. Раніше він працював журналістом для Al Jazeera English.

### В полоні у проросійських сепаратистів
В квітні 2014 року Симон перебував на сході України, де знімав репортажі про Російську інтервенцію в Україну та про вторгнення російських військ на схід України зокрема, які виходили під загальною назвою англ. Russian Roulette.
21 квітня в Слов'янську був захоплений терористами в заручники. Кілька днів потому, 24 квітня, Симон був звільнений.
За його словами, він чотири дні провів у підвалі з кількома іншими людьми, туди постійно приводили нових людей з вулиці — п'яниць, наркоманів, активістів з інших регіонів: «Когось тримали день, когось довше. Там був навіть якийсь місцевий чиновник. Заявили, що я брехун. Били, зав'язали очі і руки теж». Йому вдалось дізнатись імена заручників: Артем Дейнега — місцевий програміст, який встановив вебкамеру навпроти захопленого будинку СБУ; Сергій Лефтер — журналіст, захоплений на центральній площі міста серед дня; Вадим Сухонос — депутат міської ради; Віталій Ковальчук — колишній член самооборони Майдану, котрий, за його словами, приїхав до Слов'янська з групою бійців «Правого сектору» заради спроби захопити зброю у проросійських терористів.

### Розслідування щодо російського солдата в Україні
16 червня 2015 року Симон Островський опублікував розслідування у виданні VICE щодо участі бурятського солдата із Росії у війні на Сході України. Солдат Бато Дамбаєв брав участь у боях за Дебальцеве та активно публікував новини у соціальній мережі ВКонтакті. Його профіль вказував, що він служить у російській армії у 2012—2016 роках. Ще у січні 2015 року він опублікував фото у офіційній російській уніформі, згодом — фото з Таганрогу та фото на зруйнованому блокпосту у Вуглегірську. Саме це фото відтворив Симон Островський, чим довів, що Бато Дамбаєв перетинав український кордон.
Перед тим, 4 червня, Симону Островському було відмовлено у російській журналістській візі.